# Crepidula arenata
Crepidula arenata är en snäckart som först beskrevs av William John Broderip 1834.  Crepidula arenata ingår i släktet Crepidula och familjen toffelsnäckor. Inga underarter finns listade i Catalogue of Life.